# Csanád Gémesi
Csanád Gémesi (ur. 13 listopada 1986 w Gödöllő) – węgierski szablista, brązowy medalista olimpijski i wielokrotny medalista mistrzostw świata.

## Życiorys
W 2003 roku zdobył brąz w indywidualnej rywalizacji kadetów na mistrzostwach świata juniorów w Trapani. Na rozgrywanych rok później mistrzostwach świata juniorów w Płowdiwie zdobył złoto drużynowo. Ponadto zdobył brąz drużynowo na mistrzostwach świata juniorów w Linzu w 2005 roku.
W rywalizacji szablistów zdobył: złoty medal na mistrzostwach świata w Mediolanie (2023), srebrne na mistrzostwach świata w Lipsku (2017), mistrzostwach świata w Budapeszcie (2019) i mistrzostwach świata w Kairze (2022) oraz brązowe medale podczas mistrzostw świata w Kazaniu (2014) i mistrzostw świata w Wuxi (2018). 
Na igrzyskach olimpijskich w Tokio Węgrzy w składzie: András Szatmári, Áron Szilágyi, Tamás Decsi i Csanád Gémesi zdobyli brązowy medal drużynowo. Był to jego jedyny start olimpijski.
Wielokrotnie też zdobywał drużynowe medale mistrzostw Europy, w tym złote podczas ME w Novim Sadzie (2018) i ME w Antalyi (2022), srebrne na ME w Zagrzebiu (2013) i ME w Düsseldorfie (2019) oraz brązowe na ME w Montreux (2015) i ME w Tbilisi (2017). Był też trzeci indywidualnie na ME w Strasburgu (2014).